# FIFA-Weltfußballer des Jahres 1994

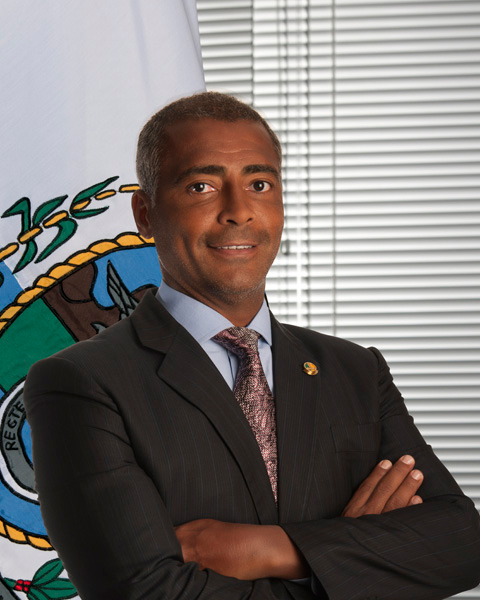
FIFA-Weltfußballer des Jahres 1994
Romário (hier als Politiker abgebildet)

Der FIFA-Weltfußballer des Jahres 1994 (damals noch FIFA World Player) wurde Anfang 1995 im Rahmen einer von der portugiesischen Sportzeitung A Bola anlässlich ihres 50-jährigen Bestehens organisierten Gala gekürt. Es war die vierte Vergabe der 1991 vom Fußballweltverband FIFA eingeführten Auszeichnung „FIFA-Weltfußballer des Jahres“. Gewinner der Auszeichnung war der Brasilianer Romário.

## Abstimmungsmodus
Der Gewinner wurde durch eine Abstimmung unter 83 Nationaltrainern der Welt ermittelt. Diese nannten jeweils die drei ihrer Meinung nach besten Fußballer, wobei keiner der drei aus ihrem eigenen Land stammen durfte. Eine Nennung an Platz eins brachte fünf Punkte, ein zweiter Platz drei Punkte, der dritte Platz einen Punkt. Danach wurden die Punkte addiert.

## Ergebnis (Top 10)
- Platzierung: die Platzierung, die ein Spieler erzielt hat.
- Name: Name des ausgezeichneten Spielers.
- Nationalität: Nationalität des ausgezeichneten Spielers.
- Verein: Verein, für den der Spieler in dem Kalenderjahr aktiv war. Wenn ein Spieler den Verein gewechselt hat, wird der abgebende Verein an erster Position genannt.
- Stimmen: die insgesamt erhaltenen Stimmen aller Länder.

| Platzierung | Name                | Nationalität | Verein                        | Stimmen |
| ----------- | ------------------- | ------------ | ----------------------------- | ------- |
| 1.          | Romário             | Brasilien    | FC Barcelona                  | 346     |
| 2.          | Christo Stoitschkow | Bulgarien    | FC Barcelona                  | 100     |
| 3.          | Roberto Baggio      | Italien      | Juventus Turin                | 80      |
| 4.          | Gheorghe Hagi       | Rumänien     | Brescia Calcio / FC Barcelona | 50      |
| 5.          | Paolo Maldini       | Italien      | AC Mailand                    | 40      |
| 6.          | Bebeto              | Brasilien    | Deportivo La Coruña           | 16      |
| 7.          | Dennis Bergkamp     | Niederlande  | Inter Mailand                 | 11      |
| 8.          | Carlos Dunga        | Brasilien    | VfB Stuttgart                 | 23      |
| 9.          | Franco Baresi       | Italien      | AC Mailand                    | 7       |
| 9.          | Tomas Brolin        | Schweden     | AC Parma                      | 7       |
| 9.          | Jürgen Klinsmann    | Deutschland  | AS Monaco / Tottenham Hotspur | 7       |
| 9.          | Mauro Silva         | Brasilien    | Deportivo La Coruña           | 7       |